# مدينة دبي الأكاديمية العالمية

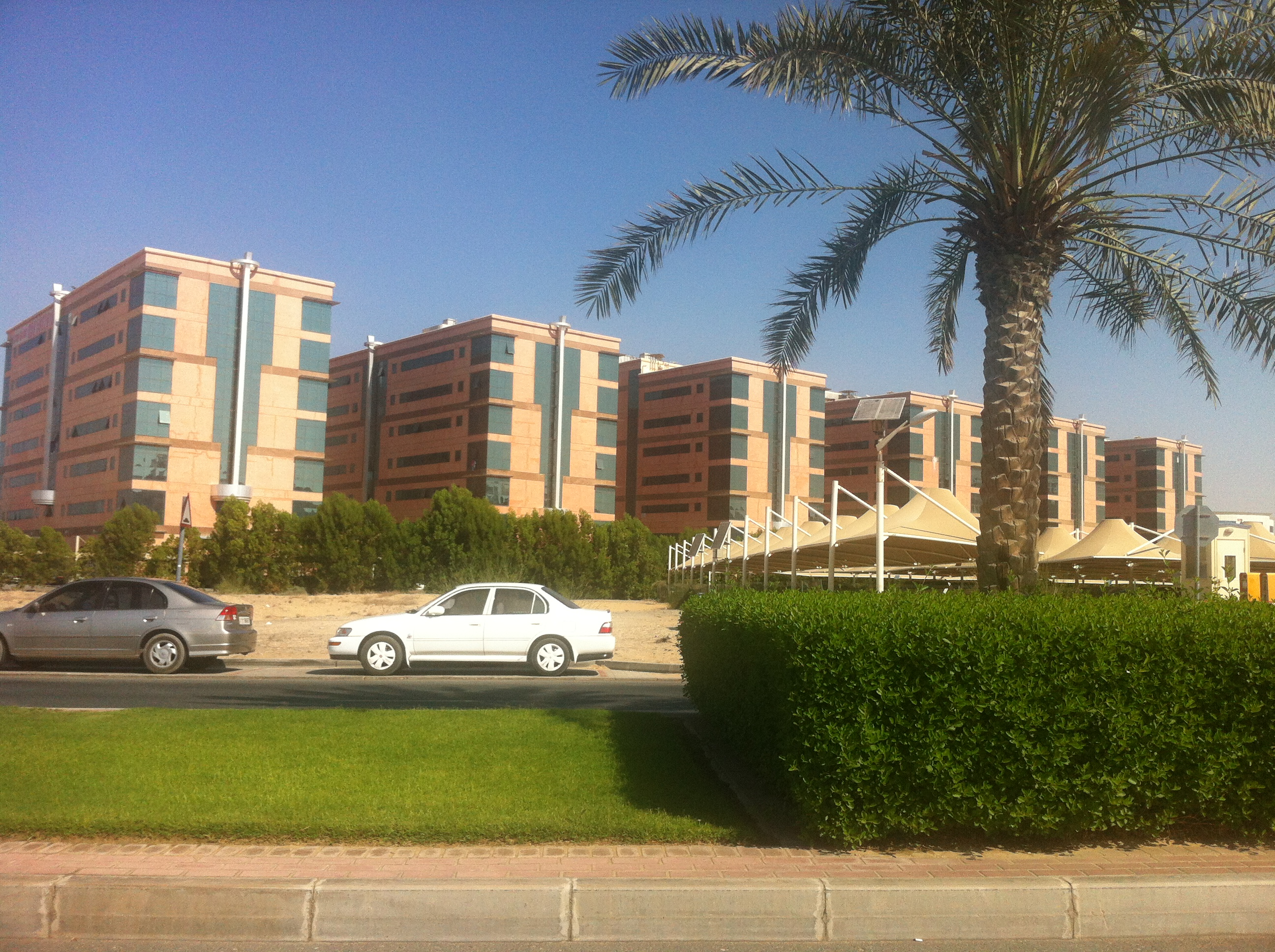
مدينة دبي الأكاديمية العالمية

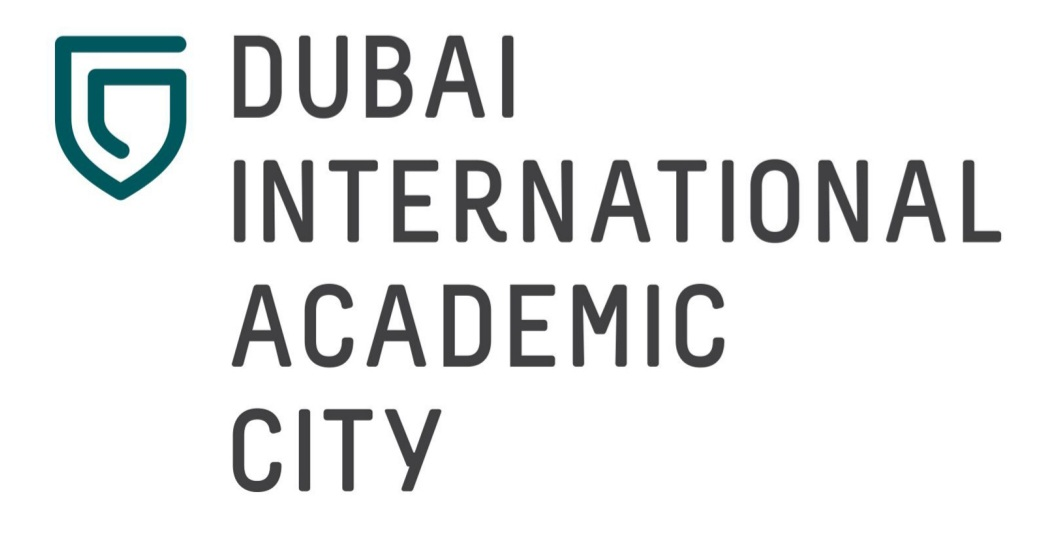
مدينة دبي الأكاديمية العالمية

مدينة دبي الأكاديمية العالمية، والمعروفة بشكل غير رسمي باسم المدينة الأكاديمية، هي مدينة جامعية في مدينة دبي، الإمارات العربية المتحدة على طول طريق دبي - العين. تم إطلاق المشروع في مايو 2006 بالتنسيق مع مجمع دبي للمعرفة. هي مؤسسة للمدارس والكليات والجامعات. حيث تحتوي 27 كلية وجامعة و 3 مراكز ابتكار، وحوالي 27500 طالب. تقدم أكثر من 500 برنامج أكاديمي في مختلف المجالات.

## المؤسسات

### الكليات
- كلية دبي للتحدث باللغة الإنجليزية
- كلية دبي للطلاب
- جامعة حمدان الإلكترونية للجودة الشاملة
- كليات التقنية العليا
- كلية الامام مالك
- كلية المملكة المتحدة للأعمال والحوسبة - حرم دبي

### مراكز البحوث
- مركز دبي للإحصاء
- المركز الدولي للزراعة الملحية (إكبا)

### المدارس
- المدرسة الألمانية بدبي
- مدرسة ليسيه فرانسيس الدولية جورج بومبيدو
- معهد الشيخ راشد بن سعيد الإسلامي

### الجامعات
- جامعة الغرير
- الجامعة الأمريكية في الإمارات
- جامعة أميتي، دبي
- معهد بيرلا للتكنولوجيا والعلوم، بيلاني - دبي
- جامعة برمنغهام ، دبي
- الجامعة البريطانية في دبي
- جامعة كيرتن دبي
- مدرسة Hôtelière Helvétique
- جامعة الإمارات للطيران
- معهد الإمارات للدراسات المصرفية والمالية
- معهد الأزياء الفرنسية ESMOD دبي
- جامعة حمدان بن محمد الذكية
- جامعة هيريوت وات دبي
- معهد تكنولوجيا الإدارة، دبي
- جامعة مانيبال دبي
- المعهد الوطني للتعليم المهني دبي
- جامعة سانت جوزيف دبي
- مدرسة إس بي جاين للإدارة العالمية دبي
- معهد الشهيد ذو الفقار علي بوتو للعلوم والتكنولوجيا
- جامعة دبي
- جامعة زايد
- جامعة اكستر من المملكة المتحدة
- جامعة فينيكس
- كلية مانشستر للأعمال من الولايات المتحدة [4]

## المؤسسات التي من المتوقع أن تنتقل للمدينة الأكاديمية
- كلية دبي للطيران (بالقرب من جسر القرهود حاليا)
- أكاديمية ضباط شرطة دبي (حاليا بين برج العرب وشارع الشيخ زايد )
- جامعة ولاية سان بطرسبرج للهندسة والاقتصاد
- أكاديمية الإمارات للضيافة

## روابط خارجية
- الموقع الرسمي